# Dubioniscus negreae
Dubioniscus negreae là một loài chân đều trong họ Dubioniscidae. Loài này được Vandel miêu tả khoa học năm 1973.